# Knecht Ruprecht

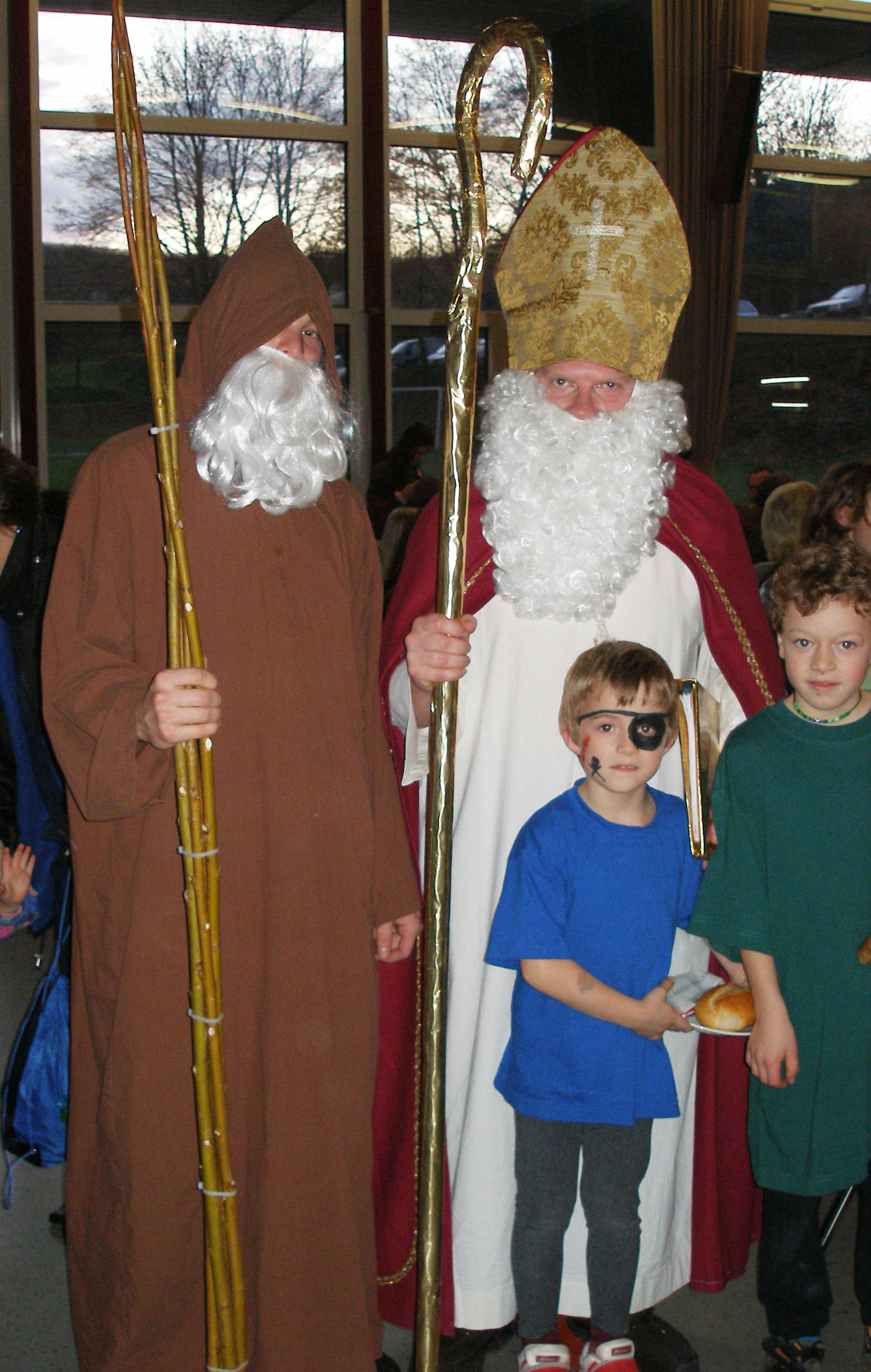
Knecht Ruprecht (à esquerda) e São Nicolau

Knecht Ruprecht (traduzido em português como «servo Ruperto») é um dos companheiros de São Nicolau, segundo o folclore dos países de língua alemã. Sua primeira aparição literária foi no século XVII, como uma figura da procissão de Nuremberga.
Os acompanhantes de São Nicolau são um grupo de figuras intimamente ligadas a ele, que o seguem nas tradições folclóricas da Europa germanófila, e também por territórios do antigo Sacro Império Romano. Tais personagens agem como antagonistas do benevolente santo, ameaçando espancar ou abduzir crianças desobedientes. 
Jacob Grimm (em escritos sobre a Mitologia Alemã) associou esses personagens com o caseiro espírito do pré-cristianismo Kobold, um elfo que podia ser tanto benevolente quanto malevolente, e cujo lado mau foi ainda mais enfatizado após sua adoção pelo cristianismo.